# Mitracarpus lhotzkyanus
Mitracarpus lhotzkyanus là một loài thực vật có hoa trong họ Thiến thảo. Loài này được Cham. mô tả khoa học đầu tiên năm 1834.